# Gräberfeld von Baldershagen
Das Gräberfeld von Baldershagen (auch Husabø genannt) liegt in Leikanger (Kommune Sogndal) am Sognefjord im Fylke Vestland in Norwegen. Das Gräberfeld hatte früher viele Bautasteine, Grabhügel, Rösen und Flachgräber. Heute sind nur noch drei kleine Bautasteine und zwei größere Langrösen erhalten.
Die Archäologen entdeckten Anfang der 1990er Jahre im Areal sieben Gräber und mehrere umgestürzte Steine. Zwei der Grabhügel, die wahrscheinlich Teil eines größeren Gräberfeldes waren, wurden rekonstruiert. Sie sind rechteckig und etwa 0,5 Meter hoch, sie sind 20,0 bis 25,0 Meter lang und etwa 10,0 Meter breit. Die anderen befanden sich in der Nähe. Das Fundmaterial bestand unter anderem aus einer Bronzeschnalle, Glas, Gold und Keramik. Alle Bestattungen wurden in die Zeit zwischen 500 v. Chr. und 1000 n. Chr. datiert. Sie wurden während der gesamten Eisenzeit errichtet. Das Gräberfeld war etwa 1500 Jahre in Gebrauch.
An einer der Rösen (nicht am ursprünglichen Ort) wurden drei der Bautasteine platziert. Zwei von ihnen sind etwa 1,0 Meter und einer ist 1,1 Meter hoch, sie sind etwa 50 cm breit und 10 bis 15 cm dick.
100 Meter nördlich steht der Balderstein. In der Nähe befinden sich die Bautasteine von Hamre und Nybø.